# Enrico Braggiotti
Pour les articles homonymes, voir Braggiotti.
Enrico Braggiotti, né le 27 janvier 1923 à  Zonguldak (Turquie) et mort le 30 octobre 2019 à Monaco, est un banquier et homme d'affaires monégasque d'origine italienne.

## Biographie
Enrico Braggiotti est le fils d'Étienne Braggiotti, directeur de la Banque ottomane en Turquie et de Renata Solari, tous deux italiens. 
Enrico Braggiotti quitte la Turquie quelques semaines après sa naissance et rejoint avec ses parents et sa sœur la principauté de Monaco où résident depuis le début du siècle son grand-père, Henri et sa grand-mère Appolonie Trullet, elle-même issue d’une célèbre famille de navigateurs de Saint-Tropez (son grand-père, Jean-François-Timothée Trullet était commandant du Guerrier, navire français lors de la bataille d’Aboukir).
Enrico Braggiotti fait ses études au lycée de Monaco, puis rejoint la Banca Commerciale Italiana (Comit)  où il fera toute sa carrière.

### Carrière

#### De la Banca Commerciale Italiana à la Compagnie monégasque de banque
Son parcours au sein de la banque est classique : d’abord en 1950 à Casablanca puis l’Italie en 1955, en 1960 à la direction centrale à Milan, en 1965 au membre du Comité de direction centrale, administrateur délégué en 1984 puis président en 1988.
Les années 1980 sont caractérisées par une transformation du système bancaire italien qui s’internationalise et est marqué par le début de la privatisation des banques nationalisées dont celle de l’emblématique Mediobanca. La Banca Commerciale se retrouve à l’avant-garde de ce processus auquel Enrico Braggiotti apporte de par sa fonction une importante contribution dans le cadre de la privatisation.
En 1990, Enrico Braggiotti quitte la présidence de la Banca Commerciale Italiana et se retire dans son pays d’adoption : la principauté de Monaco. Il y prend la présidence de la Compagnie monégasque de banque où il succède au gouverneur Pierre-Paul Schweitzer et participe au capital avec un groupe de Monégasques dont la famille de Jean-Charles Rey. Il s’entoure au conseil d’administration de personnes telles que Raymond Barre, Antoine Bernheim, Jean François-Poncet, Raoul Biancheri et Henry Rey.
La nationalité monégasque est accordée à cet enfant du pays en 1992. Il est également nommé administrateur d’État à la Société des Bains de Mer en 1988.
En 2004, le groupe monégasque actionnaire de la Compagnie monégasque de banque décide de vendre sa participation à Mediobanca. En 2006, Enrico Braggiotti quitte la présidence.

#### Monaco Méditerranée Foundation
Enrico Braggiotti consacre son temps à Monaco Méditerranée Foundation (MMF) qui organise sous la haut patronage du prince Albert II, un cycle de conférences avec des personnes éminentes de France et d’Italie. Monaco Méditerranée Foundation devient le promoteur principal de la vie culturelle en principauté de Monaco. En outre, le gouvernement de la principauté charge MMF de gérer les activités de l’Anna Lindh Foundation à laquelle il participe depuis l’adhésion de la principauté à l’Union pour la Méditerranée.

#### Conseils d'administration
Au cours de sa carrière, Enrico Braggiotti a en outre été administrateur de Lehman Brothers à New York, de BNP Paribas (Paris), de Sudameris (Paris), de Mediobanca (Milan), des Ciments français (Paris), Société des bains de mer (Monaco) et président de la Compagnie monégasque de banque (Monaco).

### Famille
Enrico Braggiotti est marié à Magda de Portu et est le père de 4 enfants : Jean-Luc, Gérard, Sandra et Silvana.

## Décorations
- Italie : Cavaliere del Lavoro[6] (Italie)
- Italie : chevalier de l'ordre du Mérite de la République italienne
- France :  Officier de la Légion d'honneur[Quand ?]
- Monaco : grand officier de l'ordre de Saint-Charles - Ordonnance souveraine n° 15566 du 18 novembre 2002
- Monaco : commandeur de l'ordre de Grimaldi - Ordonnance souveraine n° 14273 du 18 novembre 1999
- Monaco : officier de l'ordre du Mérite culturel (Monaco) - Ordonnance souveraine n° 16513 du 18 novembre 2004